# Banovci (Bebrina)
Banovci ist ein kleines Dorf in der kroatischen Region Slawonien unweit der Grenze zu  Bosnien-Herzegowina und gehört zur Gespanschaft Brod-Posavina.

## Bevölkerung
Laut der Volkszählung 1910 lebten zu diesem Zeitpunkt in Banovci:
- 368 Kroaten
- 23 Ruthenen
- 14 Ungarn
- 12 Deutsch
- 6 Serben
- 62 andere (hauptsächlich Ukrainer)

## Sport
- NK „Mladost 1977“, Fußballverein – der Verein wurde im Jahre 1977 gegründet.